# 플레잉 콜럼바인
플레잉 콜럼바인(2008)은 대니 레돈이 제작한 다큐멘터리 영화이다. 영화는 콜럼바인 고등학교 총기 난사 사건을 다룬 비디오 게임 슈퍼 콜럼바인 대학살 RPG!에 대해 다루었다.

## 출연

### 주연
- 앨버트 아트
- 이안 버나드

### 조연
- 스티븐 콜베어
- 콜린 플레처
- 멜리사 풀러
- 다니엘 그린버그
- 에릭 해리스
- 딜란 클레볼드
- 대니 레돈
- 조셉 리버맨
- 크리스토퍼 린
- 브래드 래스무슨
- 샘 로버츠
- 존 스튜어트
- 잭 톰슨

## 같이 보기
- 예술로서의 비디오 게임